# Blossom (Texas)
Blossom es una ciudad ubicada en el condado de Lamar en el estado estadounidense de Texas. En el Censo de 2010 tenía una población de 1.494 habitantes y una densidad poblacional de 226,03 personas por km².

## Geografía
Blossom se encuentra ubicada en las coordenadas 33°39′48″N 95°23′1″O / 33.66333, -95.38361. Según la Oficina del Censo de los Estados Unidos, Blossom tiene una superficie total de 6.61 km², de la cual 6.5 km² corresponden a tierra firme y (1.65%) 0.11 km² es agua.

## Demografía
Según el censo de 2010, había 1.494 personas residiendo en Blossom. La densidad de población era de 226,03 hab./km². De los 1.494 habitantes, Blossom estaba compuesto por el 92.77% blancos, el 2.34% eran afroamericanos, el 0.8% eran amerindios, el 0% eran asiáticos, el 0.13% eran isleños del Pacífico, el 2.81% eran de otras razas y el 1.14% pertenecían a dos o más razas. Del total de la población el 5.02% eran hispanos o latinos de cualquier raza.